# Boris Jurjaševič
Boris Jurjaševič,  slovenski scenarist in režiser, * 18. julij 1955, Slovenj Gradec. 
Jurjaševič je diplomiral iz FTV režije na Akademiji za gledališče, radio, film in televizijo v Ljubljani. 

## Režirani filmi
- Triptih Agate Schwarzkobler (1979), študijski igrani film
- Etuda za filmarja in plesalko (1980), študijski dokumentarni film
- Rahel stik (1982), dokumentarni
- Trije prispevki k slovenski blaznosti (1983), celovečerni igrani film
- Obisk (1985), kratki igrani film
- Ljubezni Blanke Kolak (1987), celovečerni igrani film
- Srčna dama (1992), celovečerni igrani film
- Ameriški sen (1992), kratki igrani film
- Junaki petega razreda (1996), TV film in nadaljevanka
- Moj prijatelj Arnold (1997), kratki igrani TV film
- Blues za Saro (1998), celovečerni igrani film
- Dergi in Roza v kraljestvu svizca (2004), celovečerni igrani film
- Ljubljana, London, New York (2014), dokumentarni